# کنجی ناکادا
کنجی ناکادا (انگلیسی: Kenji Nakada؛ زادهٔ ۴ اکتبر ۱۹۷۳) بازیکن فوتبال اهل ژاپن است.